# Nagroda Nikkan Sports Film dla Najlepszego Aktora
Nagroda Nikkan Sports Film dla Najlepszego Aktora to nagroda przyznawana podczas Nagród Nikkan Sports Film.

## Lista zwycięzców
| Ceremonia | Rok  | Aktor               | Film                                                                      |
| --------- | ---- | ------------------- | ------------------------------------------------------------------------- |
| 1         | 1988 | Kiyoshi Atsumi      | Otoko wa Tsurai yo: Torajirō Monogatari                                   |
| 2         | 1989 | Eiji Okuda          | Śmierć herbacianego mistrza                                               |
| 3         | 1990 | Yoshio Harada       | Rônin gai Ware ni Utsu Yōi Ari                                            |
| 4         | 1991 | Rentarō Mikuni      | Musuko                                                                    |
| 5         | 1992 | Yoshio Harada       |                                                                           |
| 6         | 1993 | Toshiyuki Nishida   | Gakkō                                                                     |
| 7         | 1994 | Kōichi Satō         | Chūshingura Gaiden: Yotsuya Kaidan Tokarefu                               |
| 8         | 1995 | Hiroyuki Sanada     | Sharaku                                                                   |
| 9         | 1996 | Kōji Yakusho        | Zatańcz ze mną                                                            |
| 10        | 1997 | Tetsuya Watari      | Yukai                                                                     |
| 11        | 1998 | Akira Emoto         | Doktor Akagi                                                              |
| 12        | 1999 | Masahiro Motoki     | Znamię                                                                    |
| 13        | 2000 | Akira Terao         | Po deszczu                                                                |
| 14        | 2001 | Naoto Takenaka      | Sanmon Yakusha Rendan                                                     |
| 15        | 2002 | Hiroyuki Sanada     | Samuraj – Zmierzch                                                        |
| 16        | 2003 | Kiichi Nakai        | Kiedy dobyto ostatni miecz                                                |
| 17        | 2004 | Takeshi Kitano      | Krew i łzy                                                                |
| 18        | 2005 | Somegorō Ichikawa   | Samuraj, którego kochałam Ashura                                          |
| 19        | 2006 | Ken Watanabe        | Ashita no Kioku                                                           |
| 20        | 2007 | Takuya Kimura       | Miłość i honor                                                            |
| 21        | 2008 | Masahiro Nakai      | Watashi wa Kai ni Naritai                                                 |
| 22        | 2009 | Shōfukutei Tsurube  | Panie doktorze                                                            |
| 23        | 2010 | Satoshi Tsumabuki   | Villain                                                                   |
| 24        | 2011 | Kenichi Matsuyama   | My Back Pages                                                             |
| 25        | 2012 | Ken Takakura        | Najdroższy                                                                |
| 26        | 2013 | Ryūhei Matsuda      | The Great Passage                                                         |
| 27        | 2014 | Junichi Okada       | Kamikaze A Samurai Chronicle                                              |
| 28        | 2015 | Kengo Kora          | The Mourner Being Good                                                    |
| 29        | 2016 | Kōichi Satō         | 64: Part I - 64: Part II                                                  |
| 30        | 2017 | Masaki Suda         | Wilderness Kiseki: Ano Hi no Sobito Teiichi: Battle of Supreme High Spark |
| 31        | 2018 | Tōri Matsuzaka      | Call Boy Impossibility Defense                                            |
| 32        | 2019 | Sosuke Ikematsu     | Miyamoto                                                                  |
| 33        | 2020 | Shun Oguri          | The Voice of Sin                                                          |
| 34        | 2021 | Hidetoshi Nishijima | Drive My Car What Did You Eat Yesterday?                                  |
| 35        | 2022 | Hiroshi Abe         | Tombi Offbeat Cops                                                        |
| 36        | 2023 | Ryohei Suzuki       | Egoist Tokyo MER The Movie                                                |